# La Peau de Bax
Pour plus de détails, voir Fiche technique et Distribution.
La Peau de Bax est un film néerlandais réalisée par Alex van Warmerdam et sortie en 2015.

## Synopsis
Au matin de son anniversaire, le père de famille dévoué mais néanmoins tueur à gage Schneider reçoit la mission de tuer Ramon Bax.
Bax est un écrivain, grand amateur de drogues en tout genre et vit en solitaire au milieu du marais. Travail qui semble facile, il pourra rentrer chez lui pour son dîner d'anniversaire,
mais l'apparition de différents personnages rendra la mission pleine de rebondissement.

## Fiche technique
- Titre : La Peau de Bax
- Titre original : Schneider vs. Bax
- Réalisation : Alex van Warmerdam
- Scénario : Alex van Warmerdam
- Musique : Alex van Warmerdam
- Montage : Job ter Burg
- Photographie : Tom Erisman
- Décors : Geert Paredis
- Costumes : Stine Gudmundsen-Holmgreen
- Producteur : Marc van Warmerdam
  - Coproducteur : Eurydice Gysel
  - Producteur exécutif : Berry van Zwieten
- Production : Graniet Film, CZAR TV, Verenigde Arbeiders Radio Amateurs et Mollywood
- Distribution : Potemkine Films
- Pays :  Pays-Bas
- Durée : 96 minutes
- Genre :
- Dates de sortie :
  -  Pays-Bas : 28 mai 2015
  -  France : 18 novembre 2015
  -  Suisse : 6 juillet 2016 (Festival international du film fantastique de Neuchâtel 2016)

## Distribution
- Tom Dewispelaere (VF: Gilduin Tissier) : Schneider
- Alex van Warmerdam (VF : Patrick Béthune) : Ramon Bax
- Maria Kraakman (VF : Nayéli Forest) : Francisca
- Gene Bervoets : Mertens
- Annet Malherbe : Gina
- Eva van de Wijdeven (VF : Caroline Cadrieu) : Nadine
- Pierre Bokma (VF : Frédéric Souterelle) : Bolek
- Henri Garcin : Gerard
- Loes Haverkort : Lucy

 Source et légende : version française (VF) sur RS Doublage